# Plexul sacrat
Plexul sacrat e format din ramurile ventrale ale nervilor spinali S1, S2, S3, S4 și trunchiul lombosacrat.
Ramurile terminale sunt:
- Nervul ischiadic (sciatic).

Ramurile colaterale sunt:
- ramurile pentru mușchiul pectineu,
- ramurile pentru mușchiul pătrat femural și gemen inferior,
- nervul pentru mușchiul obturator intern și gemen superior,
- nervii splahnici pelvini,
- ramurile pentru mușchii ridicători anali, coccigieni și ridicători anali,
- ramurile perforante superficiale
- nervul cutanat femural posterior.

Ramura terminală, sciaticul, după ce trece prin marea scobitura ischiadică, se împarte în 2 grupe de fibre: lateral și medial. Grupul de fibre lateral se continuă ca nervul lateral fibular iar grupul de fibre medial se continua ca nervul tibial.